# Солдатская девушка
«Солдатская девушка» (англ. Soldier's Girl) — драма, основанная на реальной истории отношений между военнослужащим армии США Бэрри Уинчеллом и трансгендерной женщиной Кальпернией Аддамс, что привело к убийству Бэрри сослуживцами.

## Сюжет
Бэрри служит в воздушной дивизии армии Соединённых Штатов, размещённой в Форт-Кэмпбелл (штат Кентукки). Кальперния работает танцовщицей в трансгендерной труппе в Нэшвилле (штат Теннесси). Однажды сосед Бэрри по комнате Джастин Фишер приводит его в клуб, где выступает Кальперния. Когда Бэрри и Кальперния начинают регулярно встречаться, Фишер распространяет на базе слухи об их отношениях, что является нарушением политики об обсуждении сексуальной ориентации военнослужащих, известной как положение «Не спрашивай, не говори». Бэрри сталкивается с преследованием и давлением, которые перерастают в насилие в праздничный выходной день четвёртого июля (День независимости). В тот самый момент, когда Кальперния участвует в конкурсе в Нэшвилле, Кельвин Гловер, подстрекаемый Фишером, избивает бейсбольной битой Бэрри до смерти, когда тот спит. Фильм заканчивается обсуждением последствий трагедии.

## В ролях
| Актёр            | Роль                       |
| ---------------- | -------------------------- |
| Трой Гэрити      | рядовой Бэрри Уинчелл      |
| Ли Пейс          | Кальперния Аддамс / Скотти |
| Андре Брауэр     | сержант Карлос Диас        |
| Шон Хэтоси       | Джастин Фишер              |
| Филип Эддоллс    | Келвин Гловер              |
| Дэн Петронижевич | Коллин Бейкер              |
| Барклей Хоуп     | сержант Говард Пакстон     |

## Призы и номинации
Картина номинировалась на следующие премии:
| Год  | Премия                                | Номинация                                                                                           | Победил? |
| ---- | ------------------------------------- | --------------------------------------------------------------------------------------------------- | -------- |
| 2003 | Эмми                                  | Лучший режиссёр мини-сериала или драматического сериала (Фрэнк Пирсон)                              | Нет      |
| 2003 | Эмми                                  | Лучший грим для мини-сериала, фильма (Макинтош Раймонд и Расселл Кейт)                              | Нет      |
| 2003 | Gotham Awards                         | Премия «Прорыв» (Ли Пейс)                                                                           | Да       |
| 2004 | GLAAD                                 | Лучший телевизионный фильм или сериал                                                               | Нет      |
| 2004 | Золотой глобус                        | Лучший мини-сериал или фильм для TV                                                                 | Нет      |
| 2004 | Золотой глобус                        | Лучший актёр мини-сериала или фильма для TV (Трой Гэрити)                                           | Нет      |
| 2004 | Золотой глобус                        | Лучший актёр второго плана сериала, мини-сериала или фильма для TV (Ли Пейс)                        | Нет      |
| 2004 | Независимый дух                       | Лучшая мужская роль (Ли Пейс)                                                                       | Нет      |
| 2004 | Независимый дух                       | Лучшая мужская роль второго плана (Трой Гэрити)                                                     | Нет      |
| 2004 | Премия Пибоди                         | | Да       |
| 2004 | Золотой спутник                       | Лучший телевизионный фильм                                                                          | Нет      |
| 2004 | Золотой спутник                       | Лучший исполнитель роли в сериале или телевизионном фильме (Трой Гэрити)                            | Нет      |
| 2004 | Золотой спутник                       | Лучший исполнитель роли в сериале или телевизионном фильме (Ли Пейс)                                | Нет      |
| 2004 | Золотой спутник                       | Лучший исполнитель роли второго плана в сериале, мини-сериале или телевизионном фильме (Шон Хэтоси) | Нет      |
| 2004 | Television Critics Association Awards | Лучший фильм или мини-сериал                                                                        | Нет      |

Американский институт киноискусства назвал фильм Солдатская девушка одной из десяти лучших телевизионных программ 2003 года.

## Интересные факты
- Ли Пейс так описывает свою работу над ролью[5]:

Никогда раньше я не был так подавлен, я потерял 20 фунтов веса, чтобы соответствовать образу мне приходилось постоянно голодать, потому что нужно было сгонять вес. Это было нелегко. Это был мой первый фильм, и он научил меня, как нужно работать. Этот кинообраз очень далёк от меня, но когда потом я посмотрел на то что получилось со стороны, я был потрясён тем, сколько у меня с ним общего.
Оригинальный текст (англ.)
Really, I've never been so depressed in my life; I lost 20 pounds to play the role and was always hungry because I was trying to keep the weight off. It was a difficult experience. It was my first movie and it taught me how to do the job. That character is so far from who I am, but when I watched it afterward, I was shocked at how much of myself I saw in the character.